# Ahwar (huyện)
Huyện Ahwar là một huyện thuộc tỉnh Abyan, Yemen. Đến thời điểm năm 2003, huyện này có dân số 25246 người